# 地球の太陽面通過 (海王星)
海王星における地球の太陽面通過（ちきゅうのたいようめんつうか）とは、海王星と太陽のちょうど間に地球が入り、太陽面を通過する天文現象である。

## 概要
海王星で地球の太陽面通過が起こるのは、紀元前125000年から125000年の25万年間で33187回である。前回は2006年8月11日、次回は2082年1月25日に起こる。
海王星における地球の太陽面通過は、約76.5年、約7年、約74.5年、約7年という周期で発生する。約7年という周期中は、現在から前後数千年間は7年の間に約1年ごとに太陽面通過が発生するので、合計で7回発生する。ただし、2000年からと2082年からは6回である。このため、発生する月が時代によって決まってくる。例えば2658年の太陽面通過は8月に起きるが、7年後の2665年までは1年ごとに太陽面通過が発生するため、全て8月で起こる。そして、74.5年後に起こる2740年の太陽面通過は、半年ずれた2月に発生する。発生する月は少しずつずれており、月をまたぐ場合もある。例えば2000年の太陽面通過は7月末のため、2002年は7月であるが、2003年は8月に変わる。また、もっと長い時間で見ると、1年ごとに連続発生する日面回数の数は変化する。例えば、4303年以降は8回連続になる。

## 太陽面通過の起こる日
地球の太陽面通過は数が多いため、近年の日時を記す。日付は最大食の日付(UTC)。
| 年月日        | 最大食 |
| ------------- | ------ |
| 2000年7月27日 | 21:50  |
| 2001年7月30日 | 11:16  |
| 2002年8月2日  | 00:43  |
| 2003年8月4日  | 13:40  |
| 2004年8月6日  | 02:38  |
| 2005年8月8日  | 15:35  |
| 2006年8月11日 | 04:33  |
| 2082年1月25日 | 19:40  |
| 2083年1月28日 | 05:45  |
| 2084年1月30日 | 16:04  |
| 2085年2月1日  | 02:09  |
| 2086年2月3日  | 12:28  |
| 2087年2月5日  | 22:33  |
| 2088年2月8日  | 08:24  |

## 月の太陽面通過
地球の衛星である月は、地球とあまり離れていない距離にあるため、地球の太陽面通過が起こる時には、月の太陽面通過も同時に起こっている場合がほとんどである。しかし稀ではあるが、地球のみ、あるいは月のみが太陽面通過を起こし、もう片方が太陽面通過を起こさない場合がある。地球のみ太陽面通過が起こったのは、前回は1752年1月21日、次回は2336年8月16日である。月のみ太陽面通過が起こったのは、前回は855年7月31日、次回は3324年8月27日である。

## 同時太陽面通過
- 地球の太陽面通過および月の太陽面通過が、水星の太陽面通過と同時に起こることはあるが、極めて稀である。前回は紀元前46782年8月20日、次回は20814年6月18日である。
  - 紀元前48344年2月12日の太陽面通過はさらに稀な現象として、水星と地球のみが太陽面通過を起こし、月は太陽面通過を起こさない。
- 地球の太陽面通過および月の太陽面通過が、金星の太陽面通過と同時に起こることはあるが、極めて稀である。前回は紀元前23504年4月24日、次回は66012年6月26日である。
  - 17678年4月23日の太陽面通過はさらに稀な現象として、金星と地球のみが太陽面通過を起こし、月は太陽面通過を起こさない。
  - 紀元前22435年10月26日の太陽面通過はさらに稀な現象として、金星と月のみが太陽面通過を起こし、地球は太陽面通過を起こしていない。
- 地球の太陽面通過および月の太陽面通過が、火星の太陽面通過と同時に起こることはあるが、極めて稀である。前回は紀元前124600年1月1日、次回は21845年10月7日である。